# Brotas de Macaúbas
Brotas de Macaúbas este un oraș în unitatea federativă Bahia (BA) din Brazilia.